# Bartłomiej Lemański
Bartłomiej Lemański (Varsóvia, 19 de março de 1996) é um jogador de voleibol polonês que atua na posição de central.

## Carreira

### Clube
Lemański começou a atuar profisionalmente em 2014 pelo AZS Politechnika Warszawska, por onde atuou por duas temporadas. Em 2016, o central foi contratado pelo Asseco Resovia Rzeszów. Com o novo clube, o atleta foi semifinalista da Taça CEV da temporada 2017–18.
Em 2020 fechou contrato com o Stal Nysa, por onde permaneceu por apenas uma temporada. No ano seguinte o central foi vestir a camisa do Cerrad Enea Czarni Radom.

### Seleção
Em 2013, Lemański conquistou o vice-campeonato do Campeonato Europeu Sub-19 e a medalha de bronze no Campeonato Mundial Sub-19. Estreou na seleção adulta polonesa pela Liga Mundial de 2016, onde terminou na 5ª colocação.
Em 2019 foi vice-campeão da 30ª edição da Universíada de Verão, ao perder a final para a seleção italiana.

## Clubes
| Anos      | Clube                       |
| --------- | --------------------------- |
| 2014–2016 | AZS Politechnika Warszawska |
| 2016–2020 | Asseco Resovia Rzeszów      |
| 2020–2021 | Stal Nysa                   |
| 2021–     | Cerrad Enea Czarni Radom    |